# Liste des romans de Gundam
Cette page liste les romans de la franchise Mobile Suit Gundam (機動戦土ガンダム, Kidō senshi Gandamu) créée par Yoshiyuki Tomino et Hajime Yatate en 1979. Bien que le format phare de la saga soit les animes, un nombre important de produits dérivés en découlent, dont les romans qui ont parfois eu un succès important. Si la plupart des histoires sont strictement dérivées des séries télévisées, certains livres (souvent les plus connus) sont écrits de toutes pièces, comme Gundam Sentinel ou École du ciel, ou présentent une histoire alternative (Beltorchika’s Children par exemple).
L'Universal Century étant historiquement l'univers principal de Gundam, la grande majorité des romans le concerne. D'ailleurs, le créateur de la franchise Yoshiyuki Tomino a pris pour habitude de toujours publier l'histoire de ses séries et films sous forme de nouvelles. Plus précisément, c'est souvent la guerre d'indépendance de Zeon (année U.C. 0079) qui sert de cadre, c'est-à-dire le tout premier anime de la saga. Au début, divers éditeurs publient ces œuvres (Asahi Sonorama étant le premier), puis à la fin des années 1980, Kadokawa Shoten devient l'éditeur principal — loin devant Kōdansha —, ce jusqu'à nos jours.
Ci-dessous, les romans sont listés par univers (ou calendrier, voir la chronologie de Gundam), et pour chacun d'eux par date de sortie au Japon.

## Universal Century
| Titre                                                                     | Titre japonais (kanji)                                  | Titre japonais (rōmaji)                                         | Auteur            | Éditeur original | Tomes | Date(s) de sortie (1er – dernier volume) | Date dans la chronologie interne |
| ------------------------------------------------------------------------- | ------------------------------------------------------- | --------------------------------------------------------------- | ----------------- | ---------------- | ----- | ---------------------------------------- | -------------------------------- |
| Mobile Suit Gundam                                                        | 機動戦土ガンダム                                        | Kidō senshi Gandamu                                             | Yoshiyuki Tomino  | Asahi Sonorama   | 3     | 30 novembre 1979 – 10 novembre 1987      | U.C. 0079                        |
| Mobile Suit Gundam                                                        | 機動戦土ガンダム                                        | Kidō senshi Gandamu                                             | Masaaki Nakane    | Asahi Sonorama   | 3     | 31 mars 1980 – 31 mai 1980               | U.C. 0087                        |
| Mobile Suit Zeta Gundam                                                   | 機動戦士Zガンダム                                       | Kidō senshi Z Gandamu                                           | Yoshiyuki Tomino  | Kōdansha         | 5     | 19 février 1985 – 19 février 1986        | U.C. 0087                        |
| Mobile Suit Gundam ZZ                                                     | 機動戦士ガンダムΖΖ                                      | Kidō senshi Gandamu ZZ                                          | Akinori Endō      | Kōdansha         | 2     | 1er juillet 1986 – 26 décembre 1986      | U.C. 0088                        |
| Mobile Suit Gundam : Char contre-attaque                                  | 機動戦士ガンダム 逆襲のシャア                           | Kidō senshi Gandamu : gyakushū no Char                          | Yoshiyuki Tomino  | Tokuma Shoten    | 3     | 31 décembre 1987 – 15 mars 1988          | U.C. 0093                        |
| Mobile Suit Gundam : Char contre-attaque (Beltorchika’s Children)         | 機動戦士ガンダム 逆襲のシャア(ベルトーチカ・チルドレン) | Kidō senshi Gandamu : gyakushū no Char (Beltorchika's Children) | Yoshiyuki Tomino  | Kadokawa Shoten  | 1     | 20 février 1988                          | U.C. 0093                        |
| Gaia Gear                                                                 | ガイア・ギア                                            | Gaia Giru                                                       | Yoshiyuki Tomino  | Kadokawa Shoten  | 5     | 1er septembre 1988 – 1er avril 1992      | U.C. 0203                        |
| Gundam Sentinel                                                           | ガンダム・センチネル                                    | Gandamu senchineru                                              | Masaya Takahashi  | Dai Nippon Kaiga | 3     | septembre 1987 – 1er juillet 1990        | U.C. 0087                        |
| Mobile Suit Gundam 0080 : War in the Pocket                               | 機動戦士ガンダム0080 ポケットの中の戦争                 | Kidō senshi Gandamu 0080 Poketto no naka no sensō               | Kyosuke Yuki      | Kadokawa Shoten  | 1     | 1er novembre 1989                        | U.C. 0079                        |
| Mobile Suit Gundam : Hathaway's Flash                                     | 機動戦士ガンダム閃光のハサウェイ                        | Kidō senshi Gandamu : Senkō no Hasawei                          | Yoshiyuki Tomino  | Kadokawa Shoten  | 3     | 28 février 1990 – 1er mai 1990           | U.C. 0105                        |
| Mobile Suit Gundam F91 : Crossbone Vanguard                               | 機動戦士ガンダムF91「クロスボーン・バンガード」         | Kidō senshi Gandamu : Kurosubōnu Bangādu                        | Yoshiyuki Tomino  | Kadokawa Shoten  | 2     | 1er février 1991 – 1er mars 1991         | U.C. 0123                        |
| Mobile Suit Gundam 0083 : Stardust Memory                                 | 機動戦士ガンダム0083 STARDUST MEMORY                    | Kidō senshi Gandamu 0083 Stardust Memory                        | Hiroshi Yamaguchi | Kadokawa Shoten  | 3     | 1er avril 1992 – 1er octobre 1992        | U.C. 0083                        |
| Mobile Suit Victory Gundam                                                | 機動戦士Vガンダム                                       | Kidō Senshi Vikutori Gandamu                                    | Yoshiyuki Tomino  | Kadokawa Shoten  | 5     | 1er avril 1993 – 1er juillet 1994        | U.C. 0153                        |
| Look for Avenir                                                           | アベニールをさがして                                    | Abenīru wo sagashite                                            | Yoshiyuki Tomino  | Asahi Sonorama   | 3     | mai 1995 – février 1996                  | A.D. 20XX                        |
| Amuro et Lalah, rendez-vous secret                                        | 密会 アムロとララァ                                     | Mikkai : Amuro to Lalah                                         | Yoshiyuki Tomino  | Kadokawa Shoten  | 3     | 10 août 1997 – 1er octobre 2000          | U.C. 0079                        |
| MS Gundam Side Story: The Blue Destiny                                    | 機動戦士ガンダム外伝 THE BLUE DESTINY                   | Kidō senshi Gandamu gaiden : The Blue Destiny                   | Yuka Minagawa     | Kōdansha         | 2     | 18 août 1997 – 15 octobre 2002           | U.C. 0079                        |
| Mobile Suit Gundam : The 08th MS Team                                     | 機動戦士ガンダム 第08MS小隊                             | Kidō senshi Gandamu Dai Zerohachi MS Shōtai                     | Ichirō Ōkouchi    | Kadokawa Shoten  | 3     | 1er mai 1999 – 1er juillet 1999          | U.C. 0079                        |
| Mobile Suit Gundam: Lost War Chronicles                                   | 機動戦士ガンダム戦記                                    | Kidō senshi Gandamu senki                                       | Jōji Hayashi      | Kadokawa Shoten  | 2     | 1er décembre 1999 – 1er février 2000     | U.C. 0079                        |
| Gundam Side Story 0079: Rise From the Ashes                               | 機動戦士ガンダム外伝コロニーの落ちた地で                | Kidō senshi Gandamu gaiden : colony no ochita chi de            | Jōji Hayashi      | Kadokawa Shoten  | 2     | 1er décembre 1999 – 1er février 2000     | U.C. 0079                        |
| G-Saviour                                                                 | G-SAVIOUR ジーセイバー                                  | G-Saviour                                                       | Yoshie Kawahara   | Shueisha         | 2     | 30 décembre 2000 – 30 janvier 2001       | U.C. 0223                        |
| Four Story : Soshite senshi ni...                                         | フォウ・ストーリーそして、戦士に…                       | Foru sutōrī : Soshite senshi ni...                              | Akinori Endō      | Kadokawa Shoten  | 1     | 1er septembre 2001                       | U.C. 0086                        |
| Mobile Suit Gundam: Zeonic Front                                          | ジオニックフロント機動戦士ガンダム0079                  | Jioniku furonto : Kidō senshi Gandamu 0079                      | Jōji Hayashi      | Kadokawa Shoten  | 2     | 1er septembre 2001 – 1er octobre 2001    | U.C. 0079                        |
| Advance of Zeta: The Flag of Titans                                       | アドバンス・オブ・Z～ティターンズの旗の下に～           | Adobansu ofu Z ～ Titānzu no hata no moto ni ～                 | Bin Konno         | Media Works      | 6     | 10 juin 2003 – février 2008              | U.C. 0079                        |
| Mobile Suit Gundam: Encounters in Space (ou Space, to the End of a Flash) | 機動戦士ガンダム外伝宇宙、閃光の果てに                  | Kidō senshi Gandamu gaiden, uchū, senkō no hate ni              | Ikki Miyamoto     | Kadokawa Shoten  | 1     | 1er octobre 2003                         | U.C. 0079                        |
| Mobile Suit Gundam : École du Ciel                                        | 機動戦士ガンダム エコール·デュ·シエル                   | Kidō senshi Gandamu Ekoorude Shieru                             | Kenichi Nakahara  | Kadokawa Shoten  | 2     | 1er octobre 2003 – 1er juin 2005         | U.C. 0085                        |
| Mobile Suit Gundam MS IGLOO                                               | 機動戦士ガンダム MSイグルー                             | Kidō senshi Gandamu MS Igulō                                    | Jōji Hayashi      | Kadokawa Shoten  | 2     | 1er août 2005 – 1er janvier 2007         | U.C. 0079                        |
| Mobile Suit Gundam : Senjō no kizuna                                      | 機動戦士ガンダム 戦場の絆                               | Kidō senshi Gandamu senjō no kizuna                             | Ukyō Kodachi      | Kadokawa Shoten  | 1     | 22 novembre 2006                         | U.C. 0079                        |
| Mobile Suit Gundam MS IGLOO, Apocalypse 0079                              | 機動戦士ガンダム MSイグルー 黙示録0079                  | Kidō senshi Gandamu MS Igulō Mokushiroku 0079                   | Hayashi           | Kadokawa Shoten  | 1     | 1er janvier 2007                         | U.C. 0079                        |
| Mobile Suit Gundam Unicorn                                                | 機動戦士ガンダムUC                                      | Kidō senshi Gandamu UC                                          | Harutoshi Fukui   | Kadokawa Shoten  | 10    | 26 septembre 2007 – 26 août 2009         | U.C. 0096                        |

## Future Century
| Titre                   | Titre japonais (kanji) | Titre japonais (rōmaji) | Auteur           | Éditeur original | Tomes | Date(s) de sortie (1er – dernier volume) | Date dans la chronologie interne |
| ----------------------- | ---------------------- | ----------------------- | ---------------- | ---------------- | ----- | ---------------------------------------- | -------------------------------- |
| Mobile Fighter G Gundam | 機動武闘伝Gガンダム    | Kidō Butōden G Gandamu  | Yoshitake Suzuki | Kōdansha         | 3     | 29 août 1995 – 1er mars 1997             | F.C. 0060                        |

## After Colony
| Titre                                 | Titre japonais (kanji)            | Titre japonais (rōmaji)                      | Auteur             | Éditeur original | Tomes | Date(s) de sortie (1er – dernier volume) | Date dans la chronologie interne |
| ------------------------------------- | --------------------------------- | -------------------------------------------- | ------------------ | ---------------- | ----- | ---------------------------------------- | -------------------------------- |
| Gundam Wing                           | 新機動戦記ガンダムＷ              | Shin kidō senshi Gandamu Uingu               | So Kamishiro       | Kadokawa Shoten  | 5     | 27 juin 1996 – 27 février 1997           | A.C. 195                         |
| New Mobile Report Gundam Wing Gaiden  | 新機動戦記ガンダムW 外伝          | Shin kidō senshi Gandamu Uingu Gaiden        | Yuka Minagawa      | Kōdansha         | 2     | 4 mars 1996 – 15 janvier 2005            | A.C. 195                         |
| Mobile Suit Gundam Wing Endless Waltz | 新機動戦記ガンダムW Endless Waltz | Shin kidō senshi Gandamu Uingu Endless Waltz | Katsuyuki Sumisawa | Kōdansha         | 2     | 9 avril 1997 – 23 juillet 1997           | A.C. 196                         |

## Correct Century
| Titre             | Titre japonais (kanji) | Titre japonais (rōmaji) | Auteur          | Éditeur original | Tomes | Date(s) de sortie (1er – dernier volume) | Date dans la chronologie interne |
| ----------------- | ---------------------- | ----------------------- | --------------- | ---------------- | ----- | ---------------------------------------- | -------------------------------- |
| ∀ Gundam          | ∀ガンダム              | Tān Ē Gandamu           | Shigeru Sato    | Kadokawa Shoten  | 5     | 28 octobre 1999 – 31 août 2000           | C.C. 2345                        |
| ∀ Gundam          | ∀ガンダム              | Tān Ē Gandamu           | Harutoshi Fukui | Kadokawa Haruki  | 2     | 8 avril 2000 – 31 mai 2000               | C.C. 2345                        |
| ∀ Gundam Episodes | ∀ガンダム Episodes     | Tān Ē Gandamu Episodes  | Shigeru Sato    | Kadokawa Shoten  | 1     | 31 août 2000                             | C.C. 2345                        |

## Cosmic Era
| Titre                      | Titre japonais (kanji)              | Titre japonais (rōmaji)                 | Auteur         | Éditeur original | Tomes | Date(s) de sortie (1er – dernier volume) | Date dans la chronologie interne |
| -------------------------- | ----------------------------------- | --------------------------------------- | -------------- | ---------------- | ----- | ---------------------------------------- | -------------------------------- |
| Gundam Seed                | 機動戦士ガンダムSEED                | Kidō senshi Gandamu Shīdo               | Riu Goto       | Kadokawa Shoten  | 5     | 28 mars 2003 – 1er février 2004          | C.E. 70                          |
| Gundam Seed Astray         | 機動戦士ガンダムSEED ASTRAY         | Kidō senshi Gandamu Shīdo Astray        | Tomohiro Chiba | Kadokawa Shoten  | 2     | 1er septembre 2003 – 1er juillet 2004    | C.E. 70                          |
| Gundam Seed Destiny        | 機動戦士ガンダムSEED DESTINY        | Kidō senshi Gandamu Shīdo Desutinī      | Riu Goto       | Kadokawa Shoten  | 5     | 1er mars 2005 – 1er avril 2006           | C.E. 72                          |
| Gundam SEED Destiny Astray | 機動戦士ガンダムSEED Destiny ASTRAY | Kidō senshi Gandamu SEED Destiny Astray | Tomohiro Chiba | Kadokawa Shoten  | 2     | 1er juillet 2005 – 1er juillet 2006      | C.E. 72                          |

## Anno Domini
| Titre                                    | Titre japonais (kanji)                           | Titre japonais (rōmaji)                                    | Auteur       | Éditeur original | Tomes | Date(s) de sortie (1er – dernier volume) | Date dans la chronologie interne |
| ---------------------------------------- | ------------------------------------------------ | ---------------------------------------------------------- | ------------ | ---------------- | ----- | ---------------------------------------- | -------------------------------- |
| Gundam 00, I                             | 機動戦士ガンダム00                               | Kidō senshi Gandamu Daburu-ō                               | Kimura Tooru | Kadokawa Shoten  | 3     | 1er avril 2008 – 1er novembre 2008       | A.D. 2307                        |
| Gundam 00, II                            | 機動戦士ガンダム00                               | Kidō senshi Gandamu Daburu-ō                               | Kimura Tooru | Kadokawa Shoten  | 5     | 1er mars 2009 – 1er mars 2010            | A.D. 2307                        |
| Gundam 00: A Wakening of the Trailblazer | 機動戦士ガンダム00 A wakening of the Trailblazer | Kidō senshi Gandamu Daburu-ō A wakening of the Trailblazer | Kimura Tooru | Kadokawa Shoten  | 1     | 1er octobre 2010                         | A.D. 2313                        |

### Sources et références
1. ↑  (it) « Mobile Suit Gundam », universalcentury.it (consulté le 1er octobre 2010)
2. ↑  (it) « Mobile Suit Gundam », universalcentury.it (consulté le 1er octobre 2010)
3. ↑  (it) « Mobile Suit Zeta Gundam », universalcentury.it (consulté le 1er octobre 2010)
4. ↑  (it) « Mobile Suit Gundam ZZ », universalcentury.it (consulté le 1er octobre 2010)
5. ↑  (it) « MS Gundam: Char’s Counterattack », universalcentury.it (consulté le 1er octobre 2010)
6. ↑  (it) « MS Gundam: Char’s Counterattack – Beltorchika’s Children », universalcentury.it (consulté le 1er octobre 2010)
7. ↑  (it) « Gaia Gear », universalcentury.it (consulté le 1er octobre 2010)
8. ↑  (it) « Gundam Sentinel », universalcentury.it (consulté le 1er octobre 2010)
9. ↑  (it) « MS Gundam 0080: War in the Pocket », universalcentury.it (consulté le 1er octobre 2010)
10. ↑  (it) « MS Gundam F91: Crossbone Vanguard », universalcentury.it (consulté le 1er octobre 2010)
11. ↑  (it) « Mobile Suit Gundam 0083: Stardust Memory », universalcentury.it (consulté le 1er octobre 2010)
12. ↑  (it) « Mobile Suit Victory Gundam », universalcentury.it (consulté le 1er octobre 2010)
13. ↑  (it) « Look for Avenir », universalcentury.it (consulté le 1er octobre 2010)
14. ↑  (it) « Amuro and Lalah, Secret Rendezvous », universalcentury.it (consulté le 1er octobre 2010)
15. ↑  (it) « MS Gundam Side Story: The Blue Destiny », universalcentury.it (consulté le 1er octobre 2010)
16. ↑  (it) « MS Gundam: The 08th MS Team », universalcentury.it (consulté le 1er octobre 2010)
17. ↑  (it) « MS Gundam: Lost War Chronicles », universalcentury.it (consulté le 1er octobre 2010)
18. ↑  (it) « MS Gundam Side Story 0079: Rise from the Ashes », universalcentury.it (consulté le 1er octobre 2010)
19. ↑  (it) « G Saviour », universalcentury.it (consulté le 1er octobre 2010)
20. ↑  (it) « Four Story – “And to a soldier…” », universalcentury.it (consulté le 1er octobre 2010)
21. ↑  (it) « Zeonic Front: Mobile Suit Gundam 0079 », universalcentury.it (consulté le 1er octobre 2010)
22. ↑  (it) « Advance Of Zeta: The Flag Of Titans », universalcentury.it (consulté le 1er octobre 2010)
23. ↑  (it) « MS Gundam Side Story: Encounters in Space », universalcentury.it (consulté le 1er octobre 2010)
24. ↑  (it) « MS Gundam: École du Ciel », universalcentury.it (consulté le 1er octobre 2010)
25. ↑  (it) « Mobile Suit Gundam MS igLoo », universalcentury.it (consulté le 1er octobre 2010)
26. ↑  (it) « MS Gundam – Bonds of the battlefield », universalcentury.it (consulté le 1er octobre 2010)
27. ↑  (ja) « 機動戦士ガンダム MS イグルー 黙示録００７９ », Kadokawa Shoten (consulté le 1er octobre 2010)
28. ↑  (it) « Mobile Suit Gundam Unicorn », universalcentury.it (consulté le 1er octobre 2010)
29. ↑  (ja) « 機動武闘伝Gガンダム », Kadokawa Shoten (consulté le 1er octobre 2010)
30. ↑  (ja) « 新機動戦記ガンダムW », Kadokawa Shoten (consulté le 1er octobre 2010)
31. ↑  (ja) « 新機動戦記ガンダムＷ（ウイング）外伝　 », Kōdansha (consulté le 1er octobre 2010)
32. ↑  (ja) « 新機動戦記ガンダムＷ（ウイング）・Ｅｎｄｌｅｓｓ　Ｗａｌｔｚ », Kōdansha (consulté le 1er octobre 2010)
33. ↑  (ja) « ∀ガンダム », Kadokawa Shoten (consulté le 1er octobre 2010)
34. ↑  (ja) « ∀ガンダム（上） », Kadokawa Haruki (consulté le 1er octobre 2010)
35. ↑  (ja) « ∀ガンダム Episodes », Kadokawa Shoten (consulté le 1er octobre 2010)
36. ↑  (ja) « 機動戦士ガンダムＳＥＥＤ », Kadokawa Shoten (consulté le 1er octobre 2010)
37. ↑  (ja) « 機動戦士ガンダムSEED ASTRAY », Kadokawa Shoten (consulté le 1er octobre 2010)
38. ↑  (ja) « 機動戦士ガンダムSEED DESTINY », Kadokawa Shoten (consulté le 1er octobre 2010)
39. ↑  (ja) « 機動戦士ガンダムSEED DESTINY ASTRAY », Kadokawa Shoten (consulté le 1er octobre 2010)
40. ↑  (ja) « 機動戦士ガンダムOO », Kadokawa Shoten (consulté le 1er octobre 2010)
41. ↑  (ja) « 機動戦士ガンダム00セカンドシーズン », Kadokawa Shoten (consulté le 1er octobre 2010)
42. ↑  (ja) « 機動戦士ガンダム00 －Ａ　ｗａｋｅｎｉｎｇ　ｏｆ　ｔｈｅ　Ｔｒａｉｌｂｌａｚｅｒ－ », Kadokawa Shoten (consulté le 1er octobre 2010)